# Eren Güngör
Eren Güngör (ur. 2 kwietnia 1988 w Bergamie) – turecki piłkarz występujący na pozycji obrońcy.

## Kariera klubowa
Güngör zawodową karierę rozpoczynał w 2005 roku w klubie Altay SK z 1. Lig. W tych rozgrywkach zadebiutował 11 września 2005 roku w wygranym 2:1 pojedynku z Belediyesporem. 17 grudnia 2005 roku w wygranym 2:1 spotkaniu z Sebatsporem strzelił pierwszego gola w 1. Lig. W Altayu spędził 3 lata.
W 2008 roku Güngör podpisał kontrakt z pierwszoligowym Kayserisporem. W Süper Lig zadebiutował 23 sierpnia 2008 roku w zremisowanym 0:0 meczu z Sivassporem. 13 września 2008 roku w wygranym 1:0 spotkaniu z Kocaelisporem zdobył pierwszą bramkę w Süper Lig. W 2009 roku zajął z zespołem 7. miejsce w lidze.
W 2013 roku przeszedł do Karabüksporu.

## Kariera reprezentacyjna
Güngör jest byłym reprezentantem Turcji U-17, U-18, U-19 oraz U-21. W pierwszej reprezentacji Turcji zadebiutował natomiast 19 listopada 2008 roku w wygranym 4:2 towarzyskim meczu z Austrią.